# World Matchplay 1956
World Matchplay 1956 var en snookerturnering som av de flesta blivit ansedd som det "riktiga" världsmästerskapet i snooker, efter att förbundets officiella VM-turnering lagts ned 1952. World Matchplay organiserades i samarbete med spelarna själva, och samlade de allra bästa spelarna, dock ej Joe Davis.
Intresset för snooker var på väg nedåt, och endast fyra spelare deltog i årets turnering. För andra året möttes engelsmännen Fred Davis och John Pulman i finalen, och liksom föregående år var det Davis som vann. Han tog därmed sin femte och sista titel i World Matchplay, vilket kan adderas till hans tre tidigare VM-titlar.
Finalen hölls i Blackpool, England, Storbritannien.

## Resultat
|  | Semifinaler: Bäst av 61 frames | Semifinaler: Bäst av 61 frames |    |            | Final: Bäst av 73 frames | Final: Bäst av 73 frames |  |  |  |  |
|  |                                |                                |    |            |                          |                          |  |  |  |  |
|  | Fred Davis                     | 35                             |    |            |                          |                          |  |  |  |  |
|  | Rex Williams                   | 26                             |    |            |                          |                          |  |  |  |  |
|  | Rex Williams                   | 26                             |    | Fred Davis | 38                       |                          |  |  |  |  |
|  |                                |                                |    | Fred Davis | 38                       |                          |  |  |  |  |
|  |                                | John Pulman                    | 35 |            |                          |                          |  |  |  |  |
|  | John Pulman                    | John Pulman                    | 35 | 36         |                          |                          |  |  |  |  |
|  | John Pulman                    |                                |    | 36         |                          |                          |  |  |  |  |
|  | Jackie Rea                     | 25                             |    |            |                          |                          |  |  |  |  |